# 天草市立本渡中学校
天草市立本渡中学校（あまくさしりつ ほんどちゅうがっこう）は、熊本県天草市本渡町広瀬にある中学校。
2010年3月までは同市浄南町にあったが閉校となり、同年4月に旧本渡中学校・佐伊津中学校・本町中学校が統合し、新生「本渡中学校」として現在地に開校した。

## 沿革

### (旧)本渡中学校
- 1947年（昭和22年）- 本渡町亀場村学校組合立本渡中学校創立
- 1948年（昭和23年）- 本渡町亀場村学校組合立本渡第一中学校、本渡町亀場村学校組合立本渡第二中学校に2分され、第一中を女子高等学校に、第二中を天草高等学校に併設。
- 1949年（昭和24年）- 第一中と第二中を統合し、再び本渡町亀場村学校組合立本渡中学校となる。
- 1954年（昭和29年）- 本渡市立本渡中学校と改称
- 2006年（平成18年）- 天草市立本渡中学校と改称
- 2010年（平成22年）3月 - 閉校

### (新)本渡中学校
- 2010年（平成22年）4月 - 旧本渡中学校・佐伊津中学校・本町中学校と統合し、新生「本渡中学校」として現在地に開校

## 委員会
- 学級委員
- 生活委員
- 文化・学習委員
- 体育委員
- ボランティア委員
- 保健委員
- 図書委員
- 美化委員
- 交通委員
- 園芸委員

## 部活動紹介

### 運動部
- 野球部
- サッカー部
- 男女バスケットボール部
- 男女バレーボール部
- 男女ハンドボール部

- 男女ソフトテニス部

- 男女卓球部
- 女子ソフトボール部
- 陸上部
- 柔道部
- 剣道部

### 特設部活動
- 相撲部
- 水泳部
- 空手部
- バドミントン部

### 文化部
- 吹奏楽団
- 合唱部
- 美術部

## 通学区域
2014年4月1日現在、以下の通りである。
- 本渡町(本渡、本戸馬場、広瀬及び本泉)
- 中央新町
- 栄町
- 古川町
- 川原町
- 舟ノ尾町
- 東浜町
- 諏訪町
- 南町
- 浄南町
- 港町
- 東町
- 南新町
- 太田町
- 大浜町

- 城下町
- 川原新町
- 山の手町
- 浜崎町
- 小松原町
- 今釜町
- 今釜新町
- 北浜町
- 丸尾町
- 中村町
- 八幡町
- 北原町
- 佐伊津町
- 旭町
- 本町

## 進学前小学校
- 天草市立本渡南小学校
- 天草市立本渡北小学校
- 天草市立佐伊津小学校
- 天草市立本町小学校

## 学校周辺
- あましんスタジアム（天草市陸上競技場）
- 天草警察署
- セブンイレブン